# 道灌山
道灌山（どうかんやま）は、東京都荒川区西日暮里4丁目にある高台である。田端、王子へ連なる台地の一際狭く少し高い場所にある。名称の由来は江戸城を築いた室町時代後期の武将・太田道灌の出城址という説、鎌倉時代の豪族・関道閑（せきどうかん）の屋敷址という説、キツネが住んでいた（または稲荷が祀られていた）ので稲荷山（とうかやま）と呼ばれたのが訛ったという説がある。

## 別名と範囲
本来は現在の道灌山通りを挟んで北側（西日暮里4丁目）が道灌山であり、南側（西日暮里3丁目）を諏方台（すわだい）、日暮里山（にっぽりやま）、新堀山（しんぼりやま）、日暮山（ひぐらしやま）等といったが、現在では混同されて両方を漠然と道灌山とも日暮里山ともいっている（人によっては両者を逆の名前で呼び分ける人もいる）。

## 歴史
古くは西は富士山、東は筑波山が見える景勝地であった。江戸時代には、薬草の採集地として、また、虫の音の名所としても知られていた。『江戸名所図会』には、歌川広重画の「道灌山虫聞之図」という錦絵が載る。JR西日暮里駅前にある被覆された崖が「道灌通り」に面している。
明治時代には、この台地を訪れた正岡子規が「山も無き 武蔵野の原を ながめけり 車立てたる 道灌山の上」と、ここからの眺望を短歌に残している。また、余命が短いことを悟った子規が高浜虚子を誘い出し議論をした挙句、決裂したのはこの高台にある茶店でのことであった。

## 道灌山遺跡
開成学園のグラウンドを中心に台地上に広がる縄文時代から江戸時代に至る複合遺跡である。縄文時代および弥生時代の竪穴建物跡、平安時代の建物跡、江戸時代の溝などが発掘され、縄文土器や弥生土器が出土している。

## 周辺施設

### 道灌山側（北）
- 開成中学校・高等学校
- 道灌山学園
  - 道灌山幼稚園
  - 道灌山学園保育福祉専門学校
- 藍染川西通り（藍染川排水路の暗渠上）
- インソース道灌山ビル

### 日暮里山側（南）
- 荒川区立第一日暮里小学校
- 西日暮里駅
- 諏方神社